# Liste der türkischen Botschafter in Albanien
Die folgende Liste stellt die türkischen Botschafter in Albanien dar. Die politischen und diplomatischen Beziehungen zwischen Albanien und der Türkei begannen gleich nach der Ausrufung der Republik Türkei 1923 von Mustafa Kemal Atatürk. Zu dieser Zeit befand sich das Land in einer Umstrukturierungsphase vom monarchisch regierten Osmanischen Reich zur demokratisch geführten Republik Türkei. Seit der Entsendung des ersten Botschafters nach Albanien 1926 befindet sich die Botschaft in der Hauptstadt Tirana.
| Ernannt / Akkreditiert | Name                      | Bemerkungen      | Ernannt während der Regierung | Akkreditiert während der Regierung | Zurückgetreten |
| ---------------------- | ------------------------- | ---------------- | ----------------------------- | ---------------------------------- | -------------- |
| 1926                   | Tahir Lütfi Togay         |                  | İsmet İnönü                   | Ahmet Zogu                         | 1928           |
| 1929                   | Ahmet Rüstü Demirel       |                  | İsmet İnönü                   | Ahmet Zogu                         | 1930           |
| 1931                   | Zeki Hakkı Karabuda       |                  | İsmet İnönü                   | Ahmet Zogu                         | 1931           |
| 1932                   | Basri Raşid Danişmend     |                  | İsmet İnönü                   | Ahmet Zogu                         | 1933           |
| 1934                   | Ruşen Eşref Ünaydın       | (* 1892; † 1959) | İsmet İnönü                   | Ahmet Zogu                         |                |
| 1934                   | Yakup Kadri Karaosmanoğlu |                  | İsmet İnönü                   | Ahmet Zogu                         | 1935           |
| 1937                   | Ali Türkgeldi             |                  | İsmet İnönü                   | Ahmet Zogu                         | 1937           |
| 1938                   | Hulusi Fuat Togay         |                  | Celâl Bayar                   | Ahmet Zogu                         | 1938           |
| 1939                   | Muzaffer Kamil Bayur      |                  | Refik Saydam                  | Benito Mussolini                   | 1944           |
| 1959                   | Hasan Kamil Nurelgin      |                  | Adnan Menderes                | Enver Hoxha                        | 1960           |
| 1963                   | Mustafa Kenanoğlu         |                  | İsmet İnönü                   | Enver Hoxha                        | 1966           |
| 1967                   | Cihat Rüştü Veyselli      |                  | Süleyman Demirel              | Enver Hoxha                        | 1967           |
| 1968                   | Bülent Kestelli           |                  | Süleyman Demirel              | Enver Hoxha                        | 1969           |
| 1971                   | Ercüment Tatarağası       |                  | Süleyman Demirel              | Enver Hoxha                        | 1977           |
| 1979                   | Metin Karaca              |                  | Bülent Ecevit                 | Enver Hoxha                        | 1982           |
| 1983                   | Selçuk Toker              |                  | Bülend Ulusu                  | Enver Hoxha                        | 1984           |
| 1985                   | Bilal N. Şimşir           |                  | Bülend Ulusu                  | Enver Hoxha                        | 1986           |
| 1987                   | Teoman Sürenkök           |                  | Turgut Özal                   | Enver Hoxha                        | 1990           |
| 1991                   | A. Metin Örnekol          |                  | Yıldırım Akbulut              | Adil Çarçani                       | 1995           |
| 1996                   | Ahmet Rıfat Ökçün         |                  | Tansu Çiller                  | Aleksandër Meksi                   | 1999           |
| 2000                   | Murat Oğuz                |                  | Bülent Ecevit                 | Ilir Meta                          | 2003           |
| 2004                   | Süphan Erkula             |                  | Recep Tayyip Erdoğan          | Fatos Nano                         | 17. Aug. 2009  |
| 8. Dez. 2011           | Hasan Sevilir Aşan        |                  | Recep Tayyip Erdoğan          | Sali Berisha                       |                |